# 셰리 셰퍼드
셰리 셰퍼드(Sherri Shepherd, 1967년 4월 22일 ~ )는 미국의 배우, 희극인, 작가, 팟캐스터, 텔레비전 진행자이다. 《더 뷰》(2005-23)로 2009년 제36회 데이타임 에미상 토크쇼 진행자상을 받았다.

## 출연 작품

### 영화
- 그 여름의 일주일 (2021) - 크리스틴 역

### 텔레비전
- 더 뷰 (2005-23) - 진행
- 30 ROCK (2007-12)
- 댄싱 위드 더 스타 (2012) - 경쟁자
- 트라이얼 앤 에러 (2017-18)
- 이글레시아스 선생의 즐거운 교실 (2019-20)
- 섹스 라이브즈 오브 칼리지 걸스 (2021-22)